# Aralské jezero
Aralské jezero dříve též zvané Aralské moře (kazašsky Арал теңізі, karakalpacky Aral ten'izi, uzbecky Orol dengizi, rusky Аральское море nebo Арал, z turkického aral – „ostrov“ – tak se původně jmenovalo místo při ústí Amudarji a posléze celé jezero) je vysychající bezodtoké slané jezero na hranici kazachstánských oblastí Aktobské a Kyzylordské a Karakalpacké republiky v Uzbekistánu ve střední Asii. Propadlina Aralského jezera vznikla v důsledku pohybu zemské kůry v pozdním pliocénu. Poprvé bylo jezero zkoumáno a mapováno Alexejem I. Butakovem v letech 1848–1849.

## Geografie

### Pobřeží a dno
Severní břeh je místy vysoký, místy nízký a je členěn hlubokými zálivy. Východní břeh je nížinný, písčitý, s velkým množstvím mělkých zálivů a pobřežních ostrovů. Jižní břeh je tvořen vysychající deltou Amudarji. Západní břeh je málo členitý tvořený strmým svahem Ustjurtu (výška až 250 m).
Reliéf dna je rovný.

### Ostrovy
V Aralském moři se nacházelo více než 400 ostrovů, které zaujímaly 3,5 % rozlohy (1960). Největší byly Kokaral, Barsakelmes a Vozrožděnija. V souvislosti s vysycháním jezera se na začátku 21. století ostrovy postupně změnily v poloostrovy a některé z nich se následně spojily zcela s pevninou.

### Vodní režim

Ustupování jezera poušti

Do Aralského jezera ústí, resp. ústily dvě velké středoasijské řeky Amudarja a Syrdarja. V povodí Aralského jezera leží 3000 jezer. Klima je kontinentální. Průměrná teplota vzduchu v létě 24 až 26 °C, v zimě −7 až −13 °C. Průměrné srážky jsou 100 mm za rok. Vodní bilance se v 70. letech 20. století skládala z 5,9 km³ srážek, 54,8 km³ přítoku řek a 60,7 km³ odpařování. Sezónní kolísání hladiny bylo 25 cm a dlouhodobé do 3 m. Bylo tehdy čtvrté největší na světě. Na konci 50. let 20. století začala hladina klesat v souvislosti se širokým využíváním vody Amudarji a Syrdarji na zavlažování zemědělských ploch vytvořených v poušti a v 90. letech se tento pokles zrychlil. Přítok řek klesal postupně ze 63 km³/rok v roce 1960 na 12,5 km³/rok v roce 1990 a pouhých 3,2 km³/rok v roce 2003. Spolu se snižujícím se přítokem klesala nadmořská výška hladiny (z 53,4 m v roce 1960 přes 38,2 m v roce 1990 na 31 m v roce 2003) objem vody (z 1 083 km³ v roce 1960 přes 323 km³ v roce 1990 na 112,8 km³ v roce 2003) a rozloha (z 68 900 km² v roce 1960 přes 36 800 km² v roce 1990 na 18 240 km² v roce 2003). Do roku 2003 tak ztratilo 80 % objemu, ⅔ rozlohy a 22 m nadmořské výšky. Slanost vzrostla 6 až 12krát. Břehy postoupily o 150 km a nechaly za sebou 45 000 km² mořského dna, z jehož povrchu je každoročně rozfoukáno 100 Mt prachu. Při malém stavu vody už řeky nedotékají k současnému pobřeží, ale i tak zůstává Aral největším jezerem v oblasti.

### Vlastnosti vody
Teplota vody na povrchu je v létě 26 až 30 °C, v zimě méně než 0 °C. Ledy je v průběhy zimy možno vidět na celém jezeru. Slanost vody v ústí řek byla 10 až 11 ‰ a u jihovýchodního břehu do 14 ‰. V souvislosti s vysycháním jezera stoupla slanost vody z 10 ‰ v roce 1960 na 29 ‰ v roce 1990 a 78 ‰ v roce 2003. Průzračnost vody byla do 25 m. Voda v jezeře proudila dokola po směru hodinových ručiček. Kvalita jeho vody je dnes velmi špatná, kromě vysoké mineralizace obsahuje značné množství hnojiv a pesticidů, které její přítoky nabírají cestou přes zemědělskou krajinu.

## Fauna a flóra
Z ryb žily v Aralském moři jeseteři, kapři, plotice, jelci a boleni.
Znečištění připadá na vrub testování biologických zbraní. Aralské moře je dnes spolu s Černobylem bráno jako synonymum pro ekologickou katastrofu úděsných rozměrů. Ústup jezera a jeho veliké znečištění zcela zničilo kdysi bohatý rybářský průmysl, a navíc vedlo ke vzniku a rozšíření solných pouští a bažin v okolí.

## Osídlení pobřeží a doprava

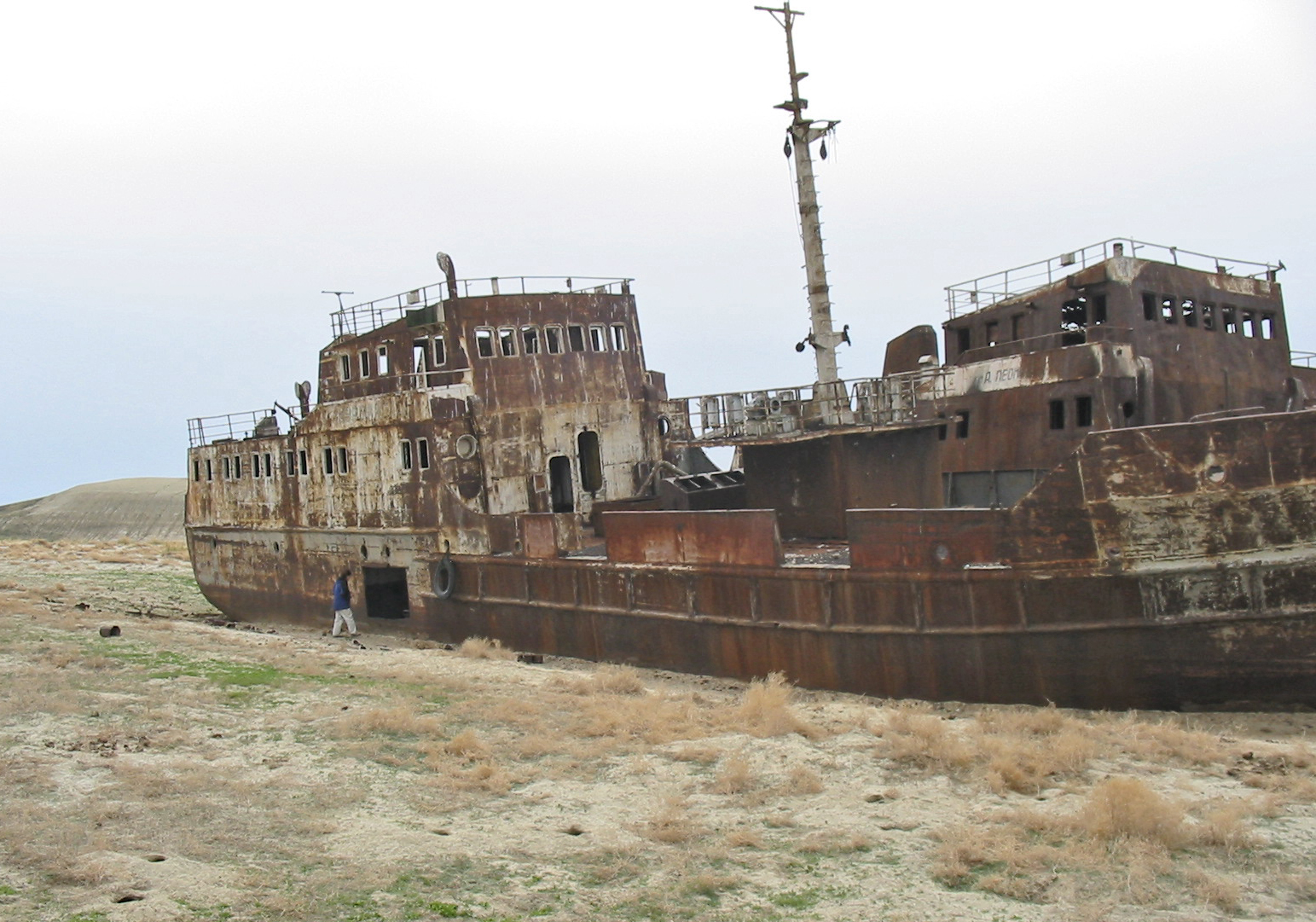
Opuštěná loď v poušti vzniklé po ústupu jezera

Břehy jezera byly vždy poměrně málo obydlené. Místní obyvatelstvo se zabývalo především rybářstvím, v menší míře chovem skotu, ondatry a pěstováním zeleniny. Aralská rybozpracující oblast zabírala povodí jezera a do něj ústících řek. Základními ekonomickými centry byly Aralsk a Mujnak. Rybářské závody byly v deltě Amudarji, v obcích Avan (ostrov Kokaral), Buguň (východní pobřeží) a na ostrovech Ujaly a Uzynkair.
Na jezeře byla rozvinutá místní lodní doprava v provozu zhruba 7 měsíců v roce. Mezi hlavní přístavy se řadily Aralsk a Mujnak. Dnes zde zbyly jen vraky lodí v poušti, které domorodci rozebírají do sběru.

## Ekologická katastrofa

### Vznik katastrofy

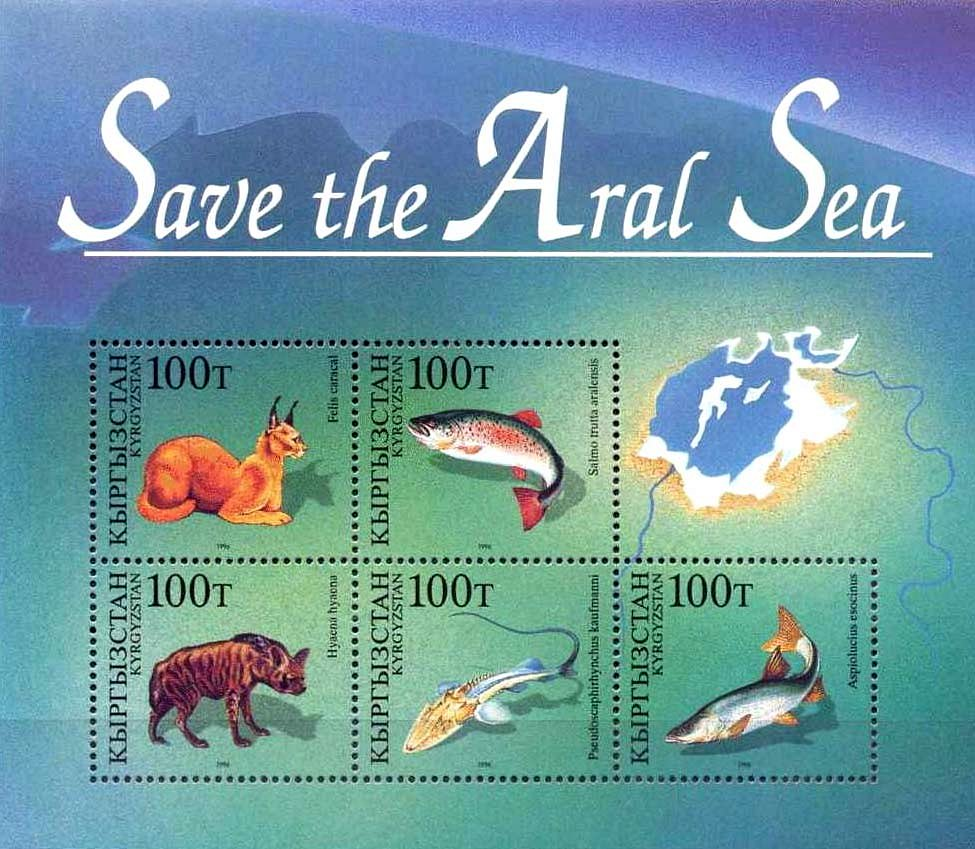
Známkový aršík Kyrgyzstánu „Zachraňte Aralské jezero“ s vybranými druhy ohrožených zvířat (1996)

Když byly uvedeny do provozu první zavlažovací kanály a první zemědělské plochy v pouštních oblastech, začalo jezero pomalu vysychat; šlo však o pomalý proces, větší problém než vysychání představovalo znečištění přítoků hnojivy. Dnes už Aralské moře v podobě, v níž je stále zobrazeno ve většině atlasů, neexistuje. Původní rozloha jezera se zmenšila na méně než třetinu a objem vody klesl na jednu desetinu. Tato radikální změna je následkem monstrózního projektu zavlažování pouští pro účely pěstování bavlny, který v roce 1954 zahájil SSSR. Řeky Amudarja a Syrdarja, které přiváděly vodu z pohoří Pamír a Ťan-šan a Aralské moře napájely tisíce let, byly svedeny do soustavy zavodňovacích kanálů. Výsledkem projektu byla ekologická katastrofa.
V období let 1966 až 2003 poklesla hladina vnitrozemského moře o 22 metrů. Pobřeží ustoupilo v průměru o 80 km a jezero se rozpadlo na několik částí. Kvůli zvýšenému obsahu soli (8× vyšší koncentrace než v oceánu) začaly vymírat ryby. Kolem jezera vznikla solná poušť Aralkum, z níž vítr roznáší slaný prach dál do okolí a ničí tak přilehlé bavlníkové plantáže. Voda v jezeře je již v podstatě jedovatá, neboť přísun hnojiv, pesticidů a dalších látek přinášených v obrovské míře řekami je znásoben tím, že jezero nemá odtok a jeho objem stále klesá (tudíž dochází ke koncentrování rozpuštěných látek).

### Zánik jezera

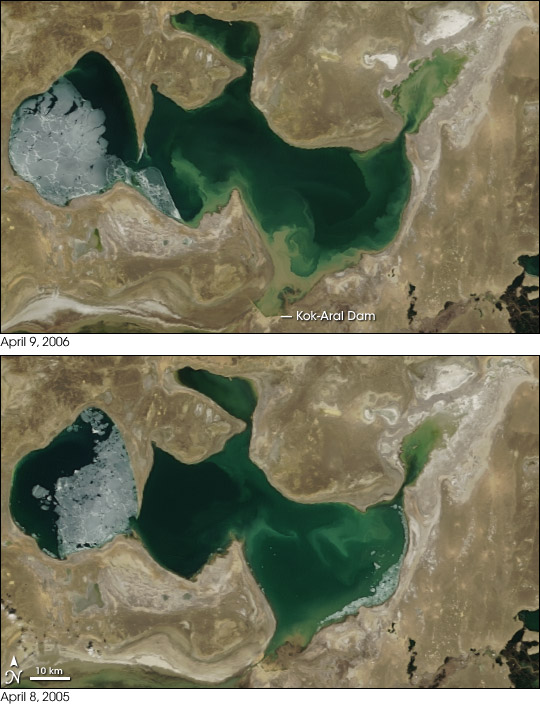
Severní Aralské jezero

V roce 1987 se jezero rozpadlo na dvě oddělená jezera Severní (Malé) a Jižní (Velké) Aralské jezero. V roce 1995 byly obě části propojeny kanálem, který měl zajišťovat výměnu vody, avšak vysychání bylo příliš rychlé na to, aby se vyplatilo udržovat tento kanál v provozu. Jižní část jezera se dále rozpadla na východní a západní, přičemž západní zřejmě čeká úplný zánik, jelikož nemá žádný přítok. Stav jezera monitorují meteorologické stanice Mujnak a Aralsk a od roku 1999 také Akumsyk a od roku 2002 ještě Tostubek. V roce 2003 jezero dosahovalo maximální hloubky 45 m. Rozloha povodí je 690 000 km² a objem vody 112,8 km³. Leží v nadmořské výšce 31 m.
V roce 2006 bylo tedy Aralské jezero rozděleno na tři části: Severní Aralské jezero, Východní mělká část a Západní hluboká část. Jezero resp. jeho dvě popř. tři části mají rozlohu 17 160 km². Oblast vysychajícího jezera je 428 km dlouhá a maximálně 235 km široká.
V roce 2009 došlo k úplnému vyschnutí jihovýchodní části, protože do ní nepřitéká dostatek vody a převažuje výrazně výpar nad přítokem. Zbyly jen vyschlé oblasti plné soli, kterou větrné bouře unáší stovky kilometrů daleko a způsobují problémy se zasolením půdy a kontaminací pesticidy. Oblast je jen několikrát do roka zaplavena přebytkem vody ze severního jezera, protože Uzbekistán nemá zájem omezit využívání řeky Amudarja pro zavlažování bavlny a vyschlé dno jezera se raději snaží využít k těžbě ropy.

### Snahy o záchranu
V roce 2003 rozhodla vláda Kazachstánu o pokusu pro záchranu Severního Aralského jezera, napájeného řekou Syrdarja, kde se pokouší zvýšit hladinu pomocí stavby přehrady. Přehrada Kokaral (pojmenovaná podle někdejšího ostrova) byla budována v letech 2003–2005 za pomoci Světové banky. Je 13 km dlouhá a 10 metrů vysoká. Již do roku 2006 (dříve, než očekávaly prognózy) bylo díky ní dosaženo navýšení hladiny severního jezera o téměř 10 metrů. Koncentrace solí ve vodě poklesla a do jezera se vrátilo ekonomicky významné množství ryb. Vzdálenost vodní plochy od města Aralsk se zmenšila ze 100 km na 25 km, což vyvolalo naděje, že se Aralsk v budoucnu opět stane přístavem.
Jižní část, která leží v Uzbekistánu, byla vzata jako ztracená. Očekává se, že zánik obou jižních částí (východní i západní) by mohl nastat během dvaceti let.

## Galerie

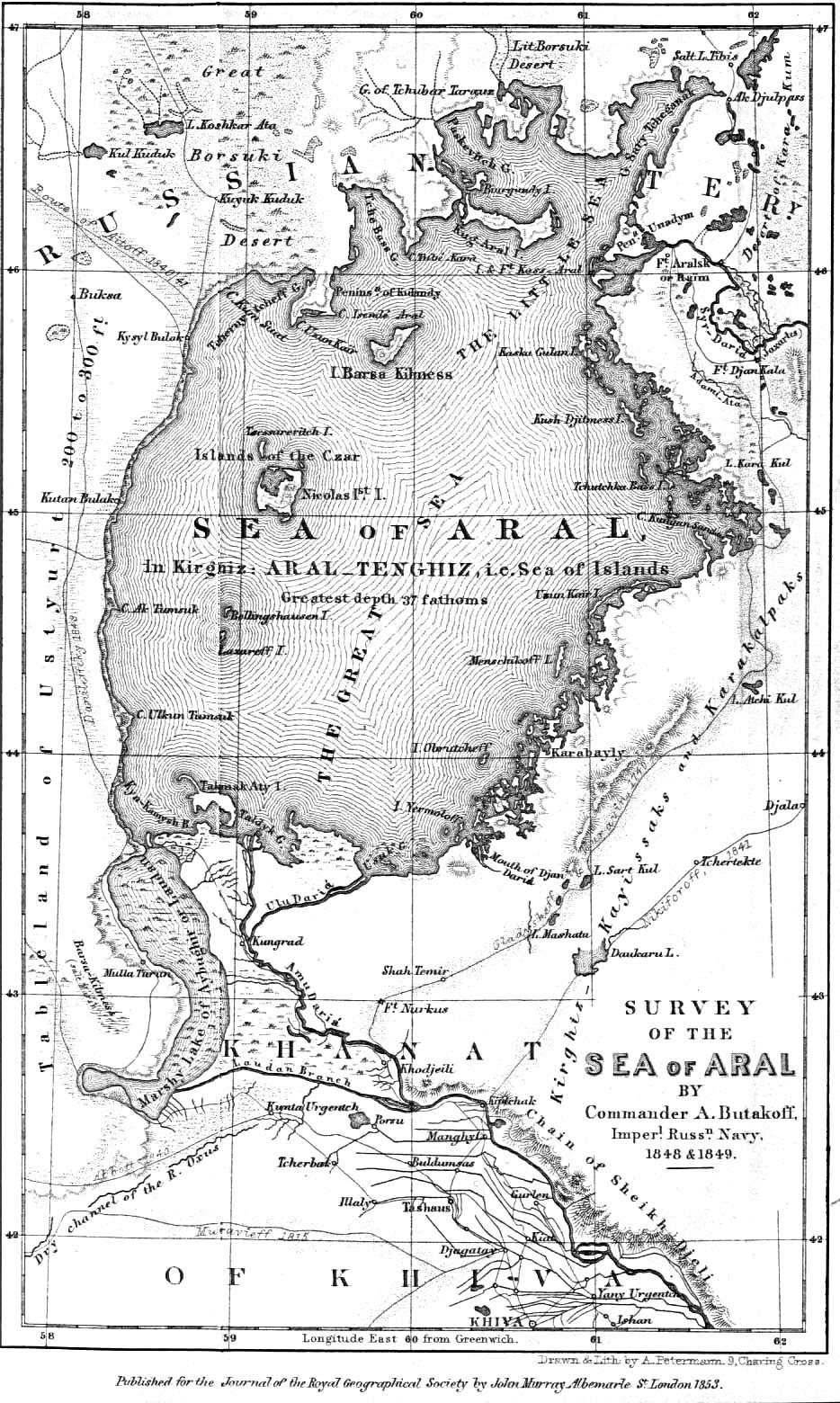
Aralské jezero v roce 1853
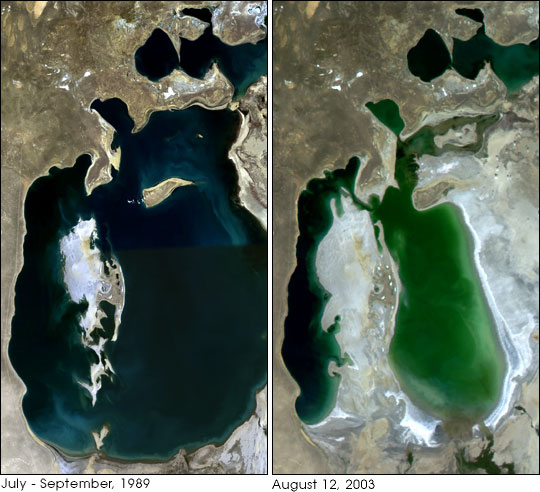
Porovnání rozlohy moře v letech 1989 a 2003
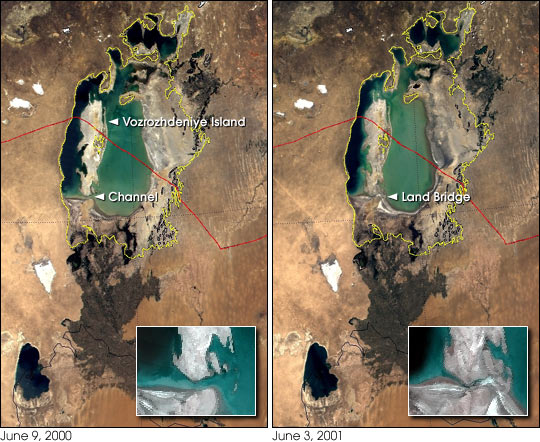
Zachycení okamžiku, kdy se vinou klesající hladiny moře stal ostrov Vozrožděnija poloostrovem
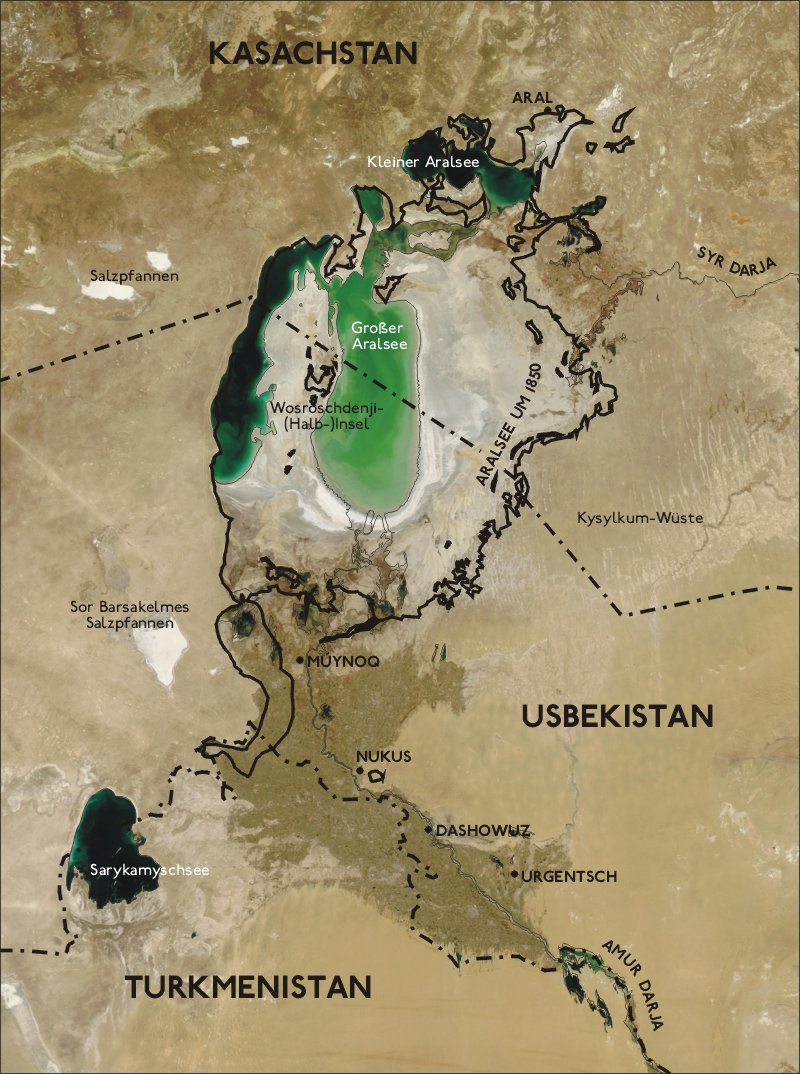
Aralské moře v roce 2003; černá čára naznačuje jeho plochu v roce 1850
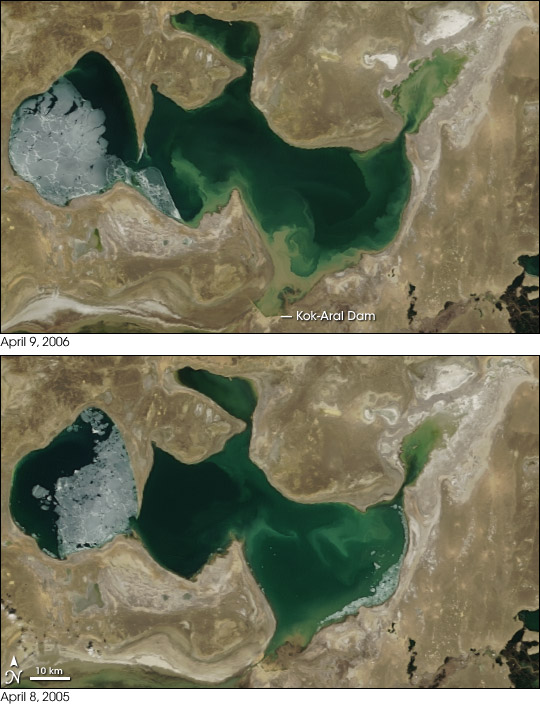
Zvýšení hladiny Severního Aralského jezera v roce 2006 po postavení hráze Kok-Aral